# أيزاياه جاكسون
أيزاياه جاكسون (بالإنجليزية: Isaiah Jackson)‏ هو معلم موسيقى أمريكي، ولد في 22 يناير 1945 في ريتشموند في الولايات المتحدة.

## وصلات خارجية
- أيزاياه جاكسون على موقع ميوزك برينز (الإنجليزية)
- أيزاياه جاكسون على موقع أول ميوزيك (الإنجليزية)
- أيزاياه جاكسون على موقع ديسكوغز (الإنجليزية)